# A State of Trance 2008
A State of Trance 2008 – piąta kompilacja z serii A State of Trance, holenderskiego DJ-a, Armina van Buurena. Na wydawnictwo składają się dwie płyty CD, wydane przez Armada Music. Istnieje również zremiksowana wersja, A State of Trance: yearmix 2008.

## Lista utworów

### CD 1 – On the Beach
1. Armin van Buuren feat. Jaren – Unforgivable (First State Remix)
2. DJ Tatana – Spring Breeze (Martin Roth SummerStyle Remix)
3. Mike Foyle – Bittersweet Nightshade
4. M6 – Amazon Dawn
5. Andy Moor – Fake Awake (The Blizzard Remix)
6. Blake Jarrell – Punta Del Este
7. Benya feat. Penny Nixon – Serendipity
8. Ohmna – Satori Waterfalls
9. Signalrunners feat. Julie Thompson – These Shoulders (Club Mix)
10. Myon & Shane 54 feat. Carrie Skipper – Vampire (Club Mix)
11. Julian Vincent – Certainty (Mark Otten Dub)
12. Tenishia feat. Tiff Lacey – Burning From the Inside (Tenishia's Burning Dub)
13. Mr. Sam feat. Claud9 – Cygnes
14. Lange – Out of the Sky (Kyau & Albert Remix)

### CD 2 – In the Club
1. Arnej feat. Josie – Strangers We've Become (Intro Tech Dub)
2. Sunlounger feat. Zara – Lost (Club Mix)
3. Offer Nissim – For Your Love (Sied van Riel Remix)
4. Ilya Soloviev & Paul Miller – Lover Summer (Orjan Nilsen Remix)
5. Markus Schulz – The New World
6. Robert Nickson & Daniel Kandi – Rewire
7. Giuseppe Ottaviani – No More Alone
8. The Thrillseekers feat. Fisher – The Last Time (Simon Bostock Remix)
9. Stoneface & Terminal – Blueprint (Club Mix)
10. DJ Shah feat. Adrina Thorpe – Back to You (Aly & Fila Remix)
11. Andy Blueman – Time to Rest (Live Guitar by Eller van Buuren)
12. Thomas Bronzwaer – Certitude
13. 8 Wonders – The Return
14. Jochen Miller – Lost Connection
15. Armin van Buuren feat. Sharon Den Adel – In and Out of Love (Richard Durand Remix)